# 花雲
花雲（1322年—1360年7月3日），字時澤，怀远（今安徽省怀远县）人。元末明初军事将领，朱元璋手下大将，元顺帝至正二十年（1360年）与陈友谅汉军作战失败被擒杀。

## 生平
花雲少年丧父，随母改嫁到一张姓家中。他体貌魁梧，肤色黝黑，骁勇绝伦，同辈之人都很畏服他。元至正十三年（1353年）前往临濠投靠朱元璋，之后领兵攻克怀远、全椒。朱元璋准备攻取滁州，率数骑前行，花云跟从，突然遇到几千敌兵，花云拔剑跃马冲阵而过，敌兵大惊道：“这个黑将军勇猛非凡，不可抵挡他的锋芒。”大军紧跟而至，于是攻下了滁州。1354年，随朱元璋攻下和州，以功授管句。1355年，率所部先行渡过长江，攻克太平府以后，朱元璋因其忠勇而让花云做了贴身护卫。1356年，攻破集庆，得兵千人，升为总管。之后攻下镇江、丹阳、丹徒、金坛诸县，经过马驮沙时，几百名凶悍的强盗拦路挑战，花云边打边走，三天三夜，将强盗全部消灭。授前部先锋，攻下常州后驻守牛塘营。夏六月，朱元璋在太平府设立行枢密院，提升花云做院判，军阶称安逺大将军。1357年春正月，攻克常熟州，俘获士卒万余。秋七月，领兵三千去宁国府，部队陷在山泽中八天不能出来，众多强盗结伙拦住道路。花云手持长矛，在战鼓和呐喊声中出入敌阵，杀敌千百人，而自身却未中一箭。回军后奉命驻扎太平。1360年，陈友谅汉军水军攻打太平，花云与元帅朱文逊合力迎敌，朱文逊战死。敌人连攻三天都不能入城，就利用大船趁着涨水，沿着船尾攀爬城墙的垛口上去。城被攻陷，花云被擒，因反抗被杀，时年三十九岁。1364年，朱元璋称吴王，追封花云为东丘郡侯。

## 家庭
夫人郜氏，花云被杀后投水而死，时年三十五。侍儿孙氏将她安葬后抱着郜氏三岁的儿子花炜外逃，路上被汉军劫掠到九江。因军中不能带小孩，她在夜晚找到一户渔民，摘下簪子耳环托他们代养小孩。当年冬天汉军兵败，孙氏又回来偷出小孩，渡江逃跑，遇上汉军溃兵抢走船只，把他们抛入江中。孙氏靠漂浮的断木进入芦苇洲中，采摘莲子喂养孩子，一连七天都未死去，夜半听到人语声呼救，一个叫雷老的乡民将其救出并陪同寻找吴军。第二年二月终于到达朱元璋那里。孙氏抱着小孩拜见朱元璋，泣不成声，朱元璋也流着眼泪，把孩子抱到膝上，说：“这是将种啊。”赐名叫花炜。花炜八岁陪同皇太子朱标就学，年十三授虎贲右卫副千戸，二十岁官至佥水军左卫指挥司事。洪武十年（1377年）花炜与孙氏将郜氏骸骨和象征花云尸体的草人合葬于南京上元县南五十里之水桥。花炜的五世孙向明世宗请准，追赠郜氏为贞烈夫人，孙氏为安人，立祠堂祭奠。

## 相关作品
- 京剧《战太平》（又名《花云带箭》），以花云（老生）为主角，讲述了花云在太平一战中战败被擒，宁死不降，最终身中数箭，自刎身亡的故事。剧情与史实大致一致，剧中孙氏（青衣）被抬高为花云的妾室。
- 传统戏曲《梵王宫》（又名《洛阳桥》），京剧、秦腔、蒲剧、豫剧、川剧等多个剧种都有演出，讲述了元末义士花云和元朝万户之女耶律含嫣的爱情故事。剧情除了背景发生在元朝末年以外，与史实并无太大关联。

## 延伸阅读
[在维基数据编辑]
 《國朝獻徵錄·卷之八》，出自焦竑《國朝獻徵錄》
 《明史卷二百八十九》，出自《明史》
 在维基共享资源阅览影像